# شتابزده (فیلم ۱۳۷۰)
شتابزده، فیلمی به کارگردانی و نویسندگی مهدی فخیم‌زاده، با هنرمندی مهدی فخیم‌زاده، هادی اسلامی و سوسن سلیمی. این فیلم ۹۱ دقیقه‌ای، یک اثر اجتماعی است که در سال ۱۳۷۰ با کارگردانی مهدی فخیم‌زاده ساخته شده‌است.

## خلاصهٔ داستان
داستان این فیلم به سال‌های پس از انقلاب بازمی‌گردد و اینکه دو نفر با سوء استفاده از شرایط ویژهٔ آن دوران، دست به مال اندوزی می‌زنند و در نهایت هنگامی که به هدف خود می‌رسند رو در روی هم قرار می‌گیرند و قصد نابودی یکدیگر را می‌کنند. آن دو هنگامی که با مرگ روبرو می‌شوند روی دیگر زندگی را می‌بینند و هر یک به دنبال چاره‌ای می‌افتند.
این فیلم در قالب طنز رویکرد این دو فرد را نشان می‌دهد.

### بازیگران
- مهدی فخیم زاده در نقش جمال
- هادی اسلامی در نقش جواد
- سوسن سلیمی
- خسرو امیرصادقی
- لیلا زارع
- علی برجسته
- توران قادری
- امیر وطن زاد
- حسن کامل
- پرویز حکمی
- خسرو کرمی
- عباس ناظری نیک
- عیسی صفایی
- رضا عارفان
- محمد سعادت
- تقی محمودی
- محمد سلیمانی
- اسفندیار مهرتاش
- منوچهر قدیری
- محمدرضا امیرصادقی
- بهروز خانی
- سعید عالم زاده
- معین حکمی
- علی منصوری
- رامین کبریتی
- اصغر سمیعی
- حیدر هاشم خانی
- شیرین خدادوست مقدم
- فائزه یوسفی
- مستان ایپکچی
- الهه شهبازی
- نرگس هادی پور
- شهنار پورسلیله
- علی شاهسون
- موسی اکبری
- کامران طاهری
- ملیحه ماه زاد
- محمد عراقی
- فریدون پروازی
- بهروز برجسته
- حق فروش
- اسداله صفایی
- مسعود راد
- امیر مولایی
- مریم پورمحمدی
- مریم یوسفی